# Scott Gibbs
Ian Scott Gibbs, né le 23 janvier 1971 à Bridgend (pays de Galles), est un ancien joueur de rugby à XV, sélectionné en équipe du pays de Galles au poste de trois quart centre (1,75 m pour 98 kg). 

## Carrière

### En club
- Swansea
- Neath-Swansea Ospreys

Entre 1996 et 2004, il dispute 34 matches de compétitions européennes, dont 29 de Coupe d'Europe.

### En équipe nationale
Il joue son premier test match le 19 janvier 1991, contre l'équipe d'Angleterre, et son dernier le 8 avril 2001 contre l'équipe d'Italie.
Gibbs a participé à trois matches de la Coupe du monde de 1991 et à quatre matches de celle de 1999.
Il a également disputé cinq matches avec les Lions en 1993 et 1997.

## Palmarès
- 53 sélections en équipe nationale
- Sélections par année : 9 en 1991, 5 en 1992, 6 en 1993, 3 en 1996, 6 en 1997, 5 en 1998, 11 en 1999, 4 en 2000, 4 en 2001
- Huit Tournois disputés : 1991, 1992, 1993, 1997, 1998, 1999, 2000, 2001.